# سیارک ۲۵۰۳۴
سیارک ۲۵۰۳۴ (به انگلیسی: 25034 Lesliemarie، نامگذاری:1998QS32) بیست و پنج هزار و سی و چهارمین سیارک کشف شده‌است که در ۱۷ اوت ۱۹۹۸ کشف شد.
قدر مطلق سیارک برابر ۱۱.۷ است.